# Теджен (город)
Теджен (туркм. Tejen) — город, административный центр Тедженского этрапа Ахалского велаята Туркменистана.

## География
Город расположен в Тедженском оазисе, на левом берегу реки Теджен, в 195 км к юго-востоку от Ашхабада (217 км по дороге).
Теджен — железнодорожная станция Туркменских железных дорог. В 1990-х годах была построена железнодорожная ветка Теджен — Серахс — Мешхед (Иран), и станция стала узловой.

## Население
| Год       | 1976   | 1991   | 2009   | 2022   |
| Население | 30 600 | 42 200 | 77 024 | 67 488 |

## Промышленность
В городе функционируют хлопкоочистительный и карбамидный заводы, текстильные фабрики; молочный и мукомольный заводы.